# Джейнсвилл (тауншип, Миннесота)
Джейнсвилл (англ. Janesville) — тауншип в округе Уосика, Миннесота, США. На 2000 год его население составило 520 человек.

## География
По данным Бюро переписи населения США площадь тауншипа составляет 89,9 км², из которых 80,1 км² занимает суша, а 9,8 км² — вода (10,86 %).

## Демография
По данным переписи населения 2000 года здесь находились 520 человек, 190 домохозяйств и 149 семей.  Плотность населения —  6,5 чел./км².  На территории тауншипа расположено 200 построек со средней плотностью 2,5 построек на один квадратный километр. Расовый состав населения: 99,42 % белых, 0,19 % коренных американцев и 0,38 % азиатов.
Из 190 домохозяйств в 34,7 % воспитывались дети до 18 лет, в 68,9 % проживали супружеские пары, в 3,7 % проживали незамужние женщины и в 21,1 % домохозяйств проживали несемейные люди. 18,9 % домохозяйств состояли из одного человека, при том 6,3 % из — одиноких пожилых людей старше 65 лет. Средний размер домохозяйства — 2,74, а семьи — 3,15 человека.
26,0 % населения — младше 18 лет, 11,3 % — в возрасте от 18 до 24 лет, 23,7 % — от 25 до 44, 28,3 % — от 45 до 64, и 10,8 % — старше 65 лет. Средний возраст — 39 лет. На каждые 100 женщин приходилось 113,1 мужчин.  На каждые 100 женщин старше 18 приходилось 113,9 мужчин.
Средний годовой доход домохозяйства составлял 45 667 долларов, а средний годовой доход семьи —  46 923 доллара. Средний доход мужчин —  31 111  долларов, в то время как у женщин — 25 500. Доход на душу населения составил 17 714 долларов. За чертой бедности находились 5,5 % семей и 5,6 % всего населения тауншипа, из которых 10,1 % младше 18 лет.